# Willy Arend

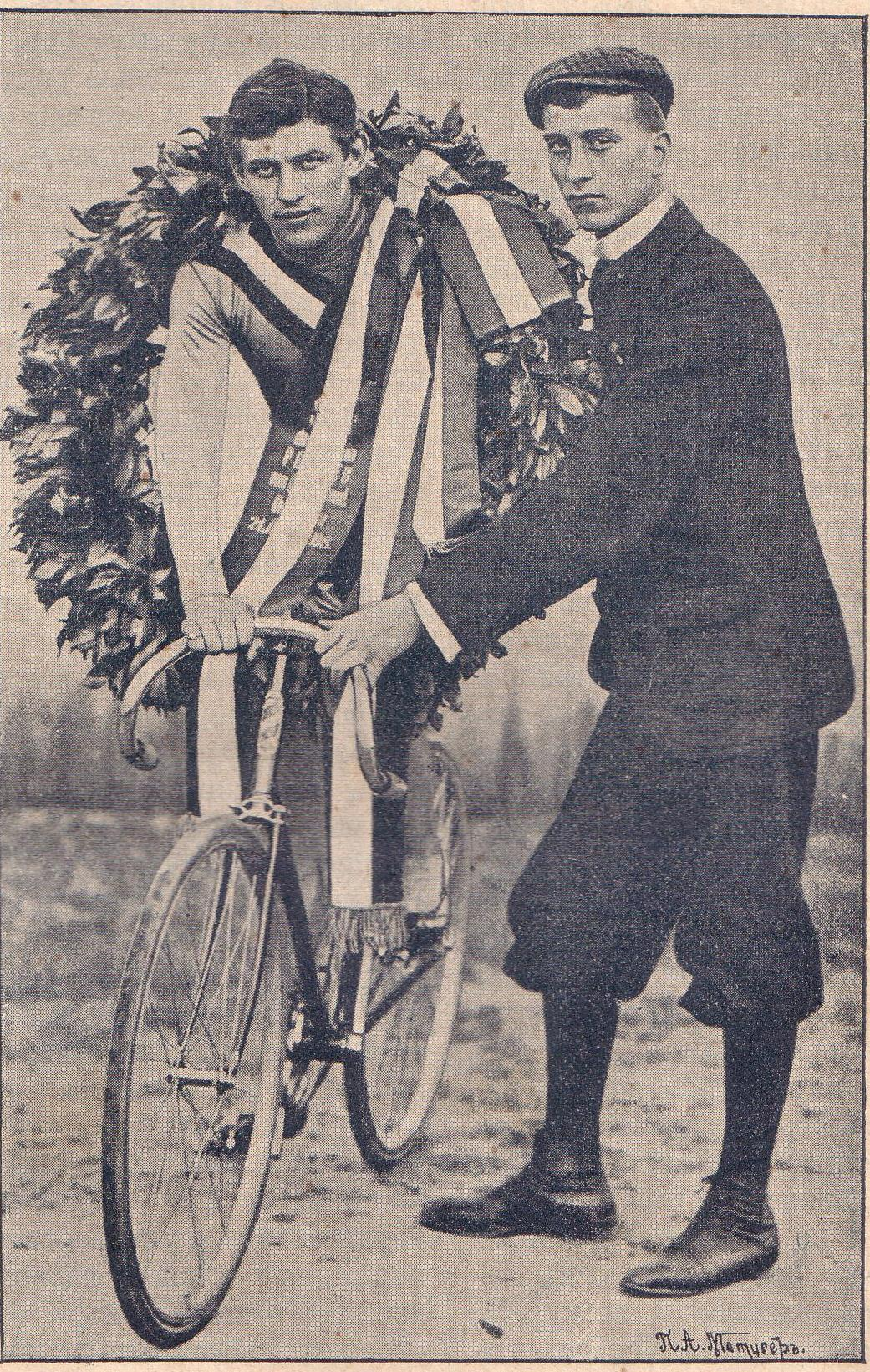
Willy Arend in 1898

Willy Arend (Hannover, 2 mei 1876 – Berlijn, 25 maart 1964) was een Duits wielrenner.

## Carrière
Arend raakte in de ban van het wielrennen, toen hij August Lehr, de wereldkampioen sprint bij de amateurs in 1894, zag trainen op de wielerbaan van Hannover.
Hoewel hij als amateur al enkele overwinningen boekte, ontbrak het hem aanvankelijk aan ervaring om zijn sprintkracht effectiever in te zetten. Pas toen hij aantrad tegen de Franse sprintelite, leerde hij snel. In 1897, zijn tweede jaar als prof, werd hij in Glasgow wereldkampioen sprint.
In de periode 1896 tot 1903 boekte Arend in totaal 170 overwinningen; 78 keer werd hij tweede en 39 keer derde.
In de periode 1896-1904 werd voor de sprinters een prijzenklassement opgemaakt. Arend stond eerste: hij had meer dan twee keer zoveel verdiend als nummer twee, Thorvald Ellegaard.

## Palmares
1896
 Nationaal kampioenschap sprint
 Europees kampioenschap 10 km
1897
 Wereldkampioenschap sprint
 Europees kampioenschap sprint
 Nationaal kampioenschap sprint
1898
 Europees kampioenschap sprint
1901
 Europees kampioenschap sprint
 Wereldkampioenschap sprint
1902
 Wereldkampioenschap sprint
1903
 Wereldkampioenschap sprint
'1921
 Nationaal kampioenschap sprint
- Bibliothèque nationale de France: cb14976035t (data)
- Gemeinsame Normdatei: 1033723851
- International Standard Name Identifier: 0000 0004 0353 2387
- Virtual International Authority File: 300162547
- WorldCat: E39PBJvH8gp6dXdbfJXcwWBXVC